# Woodstock (Alabama)
Woodstock ist ein Ort im Bibb County und im Tuscaloosa County, Alabama, Vereinigte Staaten. Der Ort hieß bis zum 30. September 2000 North Bibb, wurde dann aber in Woodstock umbenannt. Das U.S. Census Bureau hat bei der Volkszählung 2020 eine Einwohnerzahl von 1.472 ermittelt. Woodstock hat eine Fläche von 7,3 km².

## Geschichte
Die Besiedlung von Woodstock begann 1826 mit der Zuteilung von Land an William Houston in dem Gebiet. 1851 wurde die erste Schule mit Geld der lokalen Freimaurer-Loge gebaut. 1870 erhielt die Stadt Anschluss ans Eisenbahnnetz durch die Alabama Great Southern Railroad, zwei Jahre später folgte eine Linie der Louisville and Nashville Railroad, beide Gesellschaften hatten eigene Depots.
Dank der beiden Bahnstrecken wurde North Bibb zu einem Umschlagplatz für Eisenerz und Kohle, welche in West Blocton abgebaut und zu den Schmelzöfen nach Birmingham transportiert wurden. Es gab auch reiche Lehmvorkommen, die den Bau einer Töpferei begünstigten, in der Krüge, Töpfe und Ziegelsteine hergestellt wurden. Ihren Höhepunkt erlebte die Stadt zwischen 1909 und 1929, bevor die Große Depression zu einem Niedergang der Wirtschaft führte.

## Demografie
Bei der Volkszählung im Jahr 2000 hatte North Bibb 986 Bewohner, die sich auf 355 Haushalte und 290 Familien verteilten. Die Bevölkerungsdichte betrug 55,1 Einwohner/km². 98,38 % der Bevölkerung waren Weiße. In 42,5 % der Haushalte lebten Kinder unter 18 Jahren. Das Durchschnittseinkommen eines Haushaltes betrug 42.727 US-Dollar, wobei 11,9 % der Bevölkerung unterhalb der Armutsgrenze lebten.

## Sonstiges
In dem Podcast S-Town (Euphemismus für Shit Town) des Journalisten Brian Reed wird das Leben eines Bewohners Woodstocks nachgezeichnet.